# Cryptophagus montemurroi
Cryptophagus montemurroi là một loài bọ cánh cứng trong họ Cryptophagidae. Loài này được Otero & Angelini miêu tả khoa học năm 1984.